# Пункция
Пункция (от латински: punctura – убождане) е проникване във вътрешността на орган, тъкан или кухина с диагностична или терапевтична цел. С диагностична цел може да бъде евакуирана течност например ликвор или взет биопсичен материал за изследване (биохимично, микробиологично, цитологично, бактериологично). Терапевтичната цел може да бъде източване на течност и отбременяване на дишането, сърдечната дейност; източване на ликвор при повишено вътречерепно налягане (при менингит) или впръскване на лекарствено вещество.

## Венепункция
Венепункция се нарича пункцията на вена с цел изтегляне на кръв или венозно преливане на медикаменти. Венепункцията е рутинна медицинска манипулация, която се прилага широко за диагностика и лечение на заболявания. Правилно изпълнена не носи особени рискове за пациента, понякога вената се спуква и се образува подкожен хематом, който с времето се резорбира.

## Лумбална пункция
Лумбалната пункция се нарича така, защото манипулацията се извършва на лумбално (поясно) ниво. Представлява въвеждане на игла до изпълненото с ликвор пространство в гръбначния канал, обичайно между 3-ти и 4-ти лумбален прешлен. Манипулацията се провежда в болнични условия, като пациентът е седнал или легнал настрани, със свити крака към корема и глава към гърдите. Процедурата се извършва след локална анестезия и трае 10-15 минути. Възможно е да се изпита болка при преминаването на иглата през тъканите. Понякога предизвиква главоболие, което обичайно преминава. Усложненията са редки и включват кървене, инфекция, мозъчно вклиняване.
Лумбална пункция се извършва при съмнение за възпалително заболяване на нервната система (менингит, енцефалит), кръвоизлив, мултиплена склероза, повишено ликворно налягане (при хидроцефалия) и др. Отделеният ликвор се оценява по цвят, прозрачност и налягане и се изпраща за изследване в ликворологична лаборатория.
Чрез лумбална пункция може да бъдат въведени медикаменти (антибиотици, анестетици) или контрастно вещество, за провеждане на миелография.